# フェッラーリ広場

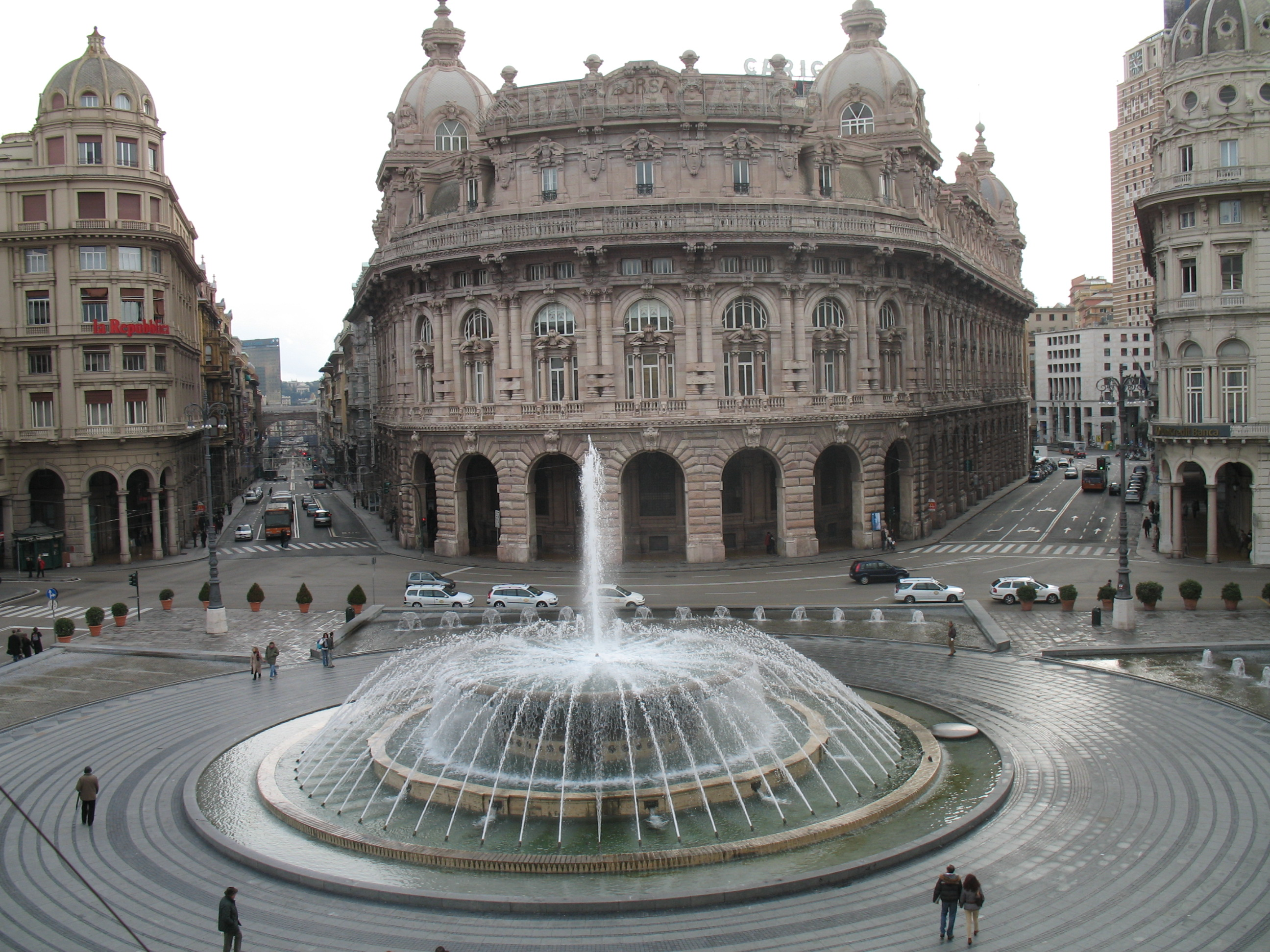
フェッラーリ広場の東側の眺め。9月20日通りとダンテ通りを臨む。

フェッラーリ広場 (イタリア語: Piazza De Ferrari) は、イタリア共和国北西部に位置するリグーリア州の州都、ジェノヴァ市の中心とされている広場である。

## 概要
ジェノヴァの歴史と現代の中心と位置づけられているフェッラーリ広場は、その噴水で知られており、これは、広場の大規模な改修に伴って最近復元されたものである。現在では、フェッラーリ広場の隣には、多くのオフィスビル、銀行、保険会社、その他の私企業の本部が集まっており、ジェノヴァの金融、ビジネスの中心となる地区となっているため、ジェノヴァ人はここをさして「シティ」と呼ぶ。19世紀の終わりには、ジェノヴァはミラノと共にイタリアの金融の中心となり、フェッラーリ広場には、証券取引所、1893年に設立されたイタリア銀行の支社であるクレディトイタリアーノ銀行など、多くの組織が置かれた。

## 歴史的建造物

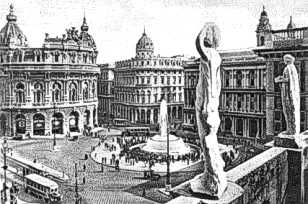
古いポストカードに描かれたフェッラーリ広場。

広場には多くの歴史的建造物が面している。
- ドゥカーレ宮殿（英語版）
- リグーリア州庁舎（旧イタリア航海宮殿）
- アカデミー宮殿 - 1741年設立
- カルロ・フェリーチェ劇場（英語版） - イタリア人建築家、カルロ・バラビーノが設計した新古典主義ポルチコ。イタリア人彫刻家、アウグスト・リバルタによるジュゼッペ・ガリバルディの騎馬像がある。
- 証券取引所 - 建築家、アルフレード・コッペデによって1912年建造。
- ラファエレ・デ・フェッラーリ公爵の宮殿 - この広場の名称は彼から採られた。

## 交通
2005年2月、フェッラーリ広場の地下にジェノヴァ地下鉄のデ・フェッラーリ駅が開業した。また、広場には、トロリーバスの、1997年からルート30、2008年からルート20が乗り入れている。